# Hugh Geoghegan
Hugh Geoghegan (* 16. Mai 1938 in Athlone, Westmeath, Irland; † 7. Juli 2024 in Dublin) war ein irischer Richter und Rechtsanwalt. Von 1992 bis 2000 war er Richter am High Court und von 2000 bis 2010 am Supreme Court.

## Leben
Hugh Geoghegan wurde als Sohn des Richters am Supreme Court James Geoghegan und seiner Frau Eileen Murphy geboren. Geoghegan studierte am University College Dublin Rechtswissenschaften und erwarb dort einen Bachelor of Civil Law und später einen LL.B. Nach dem Studium folgte die Ausbildung am King’s Inns, sodass er 1962 zur Rechtsanwaltschaft (als Barrister) zugelassen wurde. 1977 wurde er Senior Counsel. Er war auch für die Rechtsanwaltschaft in Nordirland, England und Wales zugelassen. Am 11. Dezember 1992 wurde er zum Richter am High Court ernannt. Am 7. März 2000 erfolgte die Ernennung zum Richter am Supreme Court. Am 14. Mai 2010 trat er in den Ruhestand.

## Privates
Hugh Geoghegan war bis zu seinem Tod mit der Juristin Mary Finlay Geoghegan verheiratet. Unter den drei Kindern ist auch James Geoghegan, Rechtsanwalt und Politiker.